# Ledothamnus
Ledothamnus es un género  de plantas fanerógamas perteneciente a la familia Ericaceae.  Las especies del género Ledothamnus son endémicas del sur de Venezuela.

## Descripción
Son arbustos pequeños con la corteza delgada. Las hojas son opuestas, pecioladas. Inflorescencia terminal solitaria, o flores axilares, los estambres son generalmente los mismos que los pétalos.
El fruto es una cápsula , oblonga a ovada, marrón, con semillas numerosas, alrededor de 0,8 mm de longitud.

## Taxonomía
El género fue descrito por Carl Meissner y publicado en Flora Brasiliensis 7: 171. 1863. La especie tipo es: Ledothamnus guyanensis

## Especies aceptadas
A continuación se brinda un listado de las especies del género Ledothamnus aceptadas hasta febrero de 2014, ordenadas alfabéticamente. Para cada una se indica el nombre binomial seguido del autor, abreviado según las convenciones y usos.
- Ledothamnus atroadenus Maguire, Steyerm. & Luteyn
- Ledothamnus decumbens Maguire, Steyerm. & Luteyn
- Ledothamnus guyanensis
- Ledothamnus jauaensis Maguire, Steyerm. & Luteyn
- Ledothamnus luteus Maguire, Steyerm. & Luteyn
- Ledothamnus parviflorus
- Ledothamnus sessiliflorus